# Gruppo dei Sei

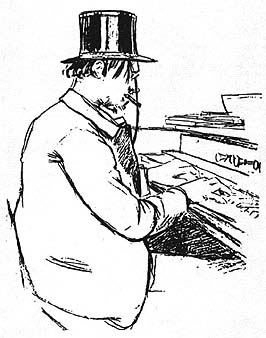
Erik Satie al pianoforte in un disegno di Santiago Russiniol (1891)

Il Gruppo dei Sei fu un circolo musicale sorto spontaneamente a Parigi attorno al 1920 del quale fecero parte i compositori francesi Darius Milhaud, Arthur Honegger, Francis Poulenc, Germaine Tailleferre, Georges Auric e Louis Durey. 
Nato in Francia nel primo dopoguerra, la sua musica oggettiva costituì una reazione alle tendenze dominanti dell'Impressionismo musicale di Claude Debussy e del wagnerismo, aggiungendovi uno spirito nazionalista che tendeva alla rifondazione della musica nazionale francese. Raccoglievano in sintesi l'eredità musicale di Erik Satie ed ebbero dalla loro parte lo scrittore Jean Cocteau. Quest'ultimo scrisse nel 1918 il manifesto programmatico di questo gruppo con il titolo de Il Gallo e l'Arlecchino che esponeva l'ideologia dei Sei e la trasponeva in estetica musicale, esaltando Satie quale ispiratore delle musiche del gruppo.

## I componenti
I membri del Gruppo dei Sei furono:
| Nome                 | Nascita | Morte |
| -------------------- | ------- | ----- |
| Georges Auric        | 1899    | 1983  |
| Louis Durey          | 1888    | 1979  |
| Arthur Honegger      | 1892    | 1955  |
| Darius Milhaud       | 1892    | 1974  |
| Francis Poulenc      | 1899    | 1963  |
| Germaine Tailleferre | 1892    | 1983  |

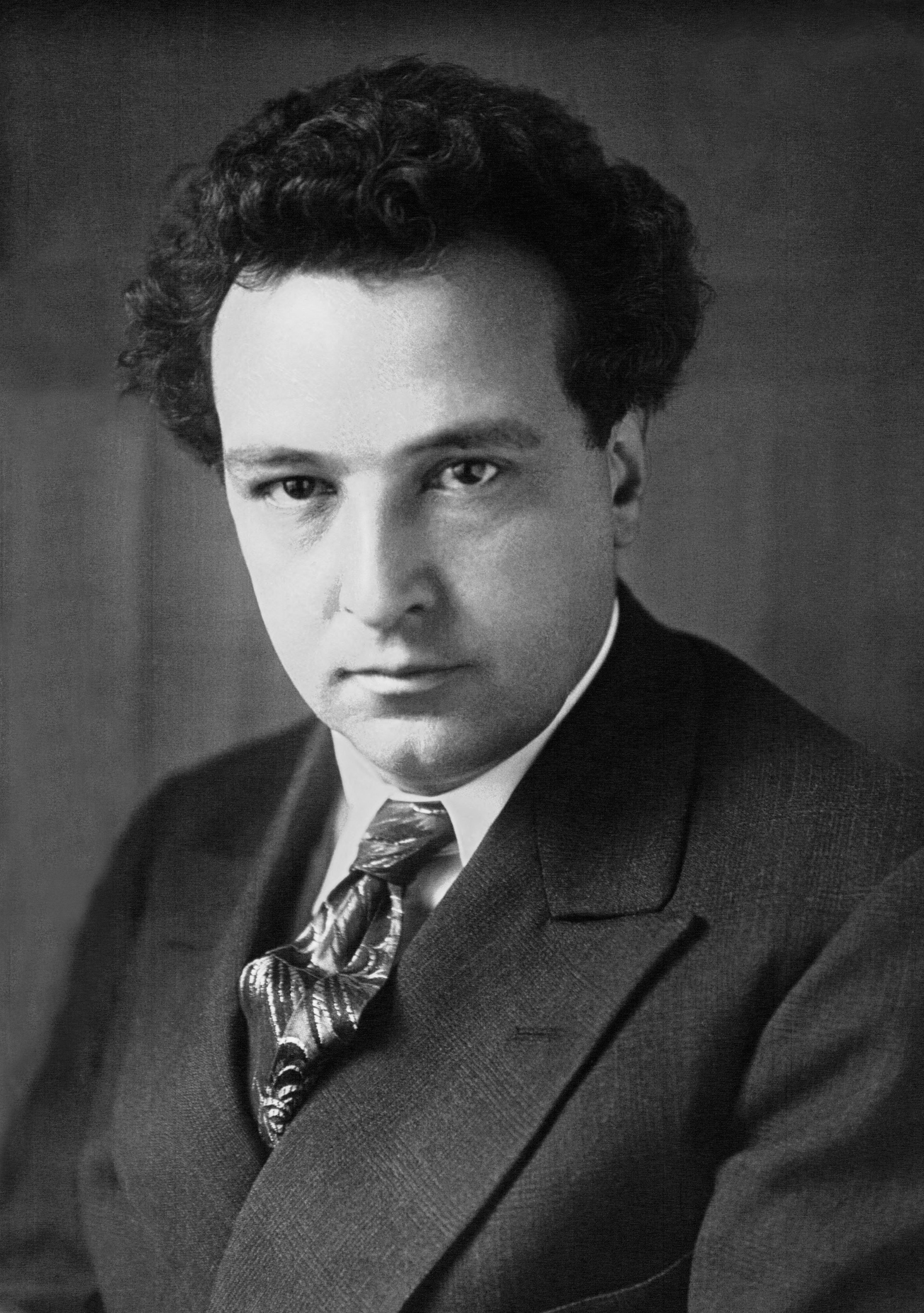
Honegger nel 1921

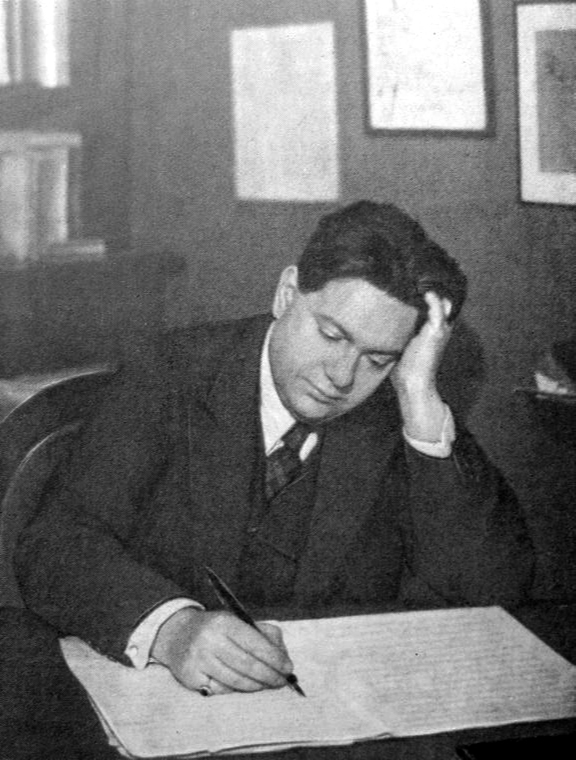
Milhaud nel 1926

Questi sei compositori e musicisti furono attivi a Parigi all'epoca ma erano provenienti dai più disparati contesti musicali e che da lì avrebbero poi rivoluzionato il corso della musica occidentale. Vi si ritrovano infatti:
- Georges Auric che costruì il proprio stile attorno ad una musica d'arte che guardava però al grande mercato - alla piacevolezza -, scrivendo numerosissime colonne sonore a partire dal 1930 e chansons che diventarono spesso molto conosciute (vedi Where is your heart? tratta dal film Moulin Rouge);
- Louis Durey che fu l'unico dei sei a scrivere pochissimo per il teatro e per il balletto – la cifra stilistica di questo gruppo - rimanendo molto legato alla musica vocale e pianistica, pur non raggiungendo i risultati dei suoi colleghi;
- Arthur Honegger che dei sei fu il meno “francese”, affascinato com'era dallo stile tedesco dell'ultimo Mahler e dal gigantismo orchestrale;
- Darius Milhaud che aveva vissuto durante la prima guerra mondiale in Brasile e lì aveva scoperto i suoni e i ritmi sudamericani che tanta parte avranno nel suo stile compositivo;
- Francis Poulenc, figlio di un facoltoso medico del sud della Francia, che fu invece caratterizzato da un lirismo quasi italiano, da una limpidezza melodica che poco ha a che fare con l'impressionismo;
- Germaine Tailleferre, l'unica donna del gruppo, che fu molto eclettica nel suo modo di scrivere, spaziando dalla musica da camera a quella per grande orchestra alle composizioni per solo piano (opere che ultimamente si stanno riscoprendo).

Da queste brevi descrizioni si può capire che per temperamento e personalità stilistica i Sei non furono un gruppo musicalmente compatto, pur essendo grandissimi amici e restando tali per il resto della loro vita.

## Storia

### Les Noveaux Jeunes

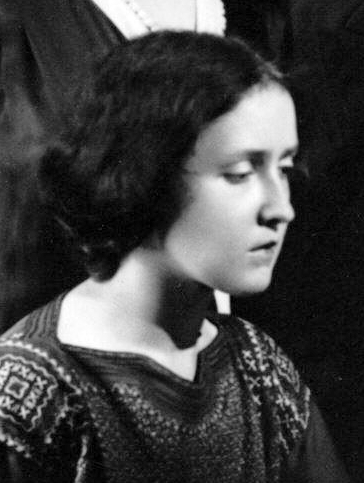
Andrée Vaurabourg, pianista del primo concerto dei Noveaux Jeunes

L'idea di un gruppo di nuovi giovani nacque a Satie  che desiderò formare un gruppo di Noveaux Jeunes (nuovi giovani) che potessero rinnovare la musica, seguendo parallelamente le avanguardie pittoriche e stilistiche dell'epoca, quali quelle dadaiste, futuriste e cubiste. Il primo nucleo dei Noveaux Jeunes, che prese tale nome nel 1917 riuniva solamente Louis Durey (il più anziano dei 6), Georges Auric e Arthur Honegger, assieme alla figura intellettualistica di Jean Cocteau.
Un primo concerto si ebbe il 15 gennaio 1918 presso il Theatre du Vieux-Colombier, durante il quale il poeta René Chalupt introduce i compositori dei brani che durante la serata verranno eseguiti da diversi giovani interpreti, quali Jane Bathori, Andrée Vaurabourg (futura moglie di Honegger) e Emile Passani.
I pezzi presentati quella sera furono:
- Sonatina di Germaine Tailleferre
- Gaspard et Zoë di Georges Auric
- Carillons di Louis Durey
- Alcools di Arthur Honegger
- Sept poemes de Perse di Alexis Roland-Manuel
- Rhapsodie negre di Francis Poulenc[2]

Manca solo Darius Milhaud che in quel periodo si trova ancora in Brasile come assistente diplomatico dell'ambasciatore francese Paul Claudel.

### Les Six
I Noveaux Jeunes presero a frequentarsi presso il bar "La gaya" di Montparnasse, luogo frequentato anche da Jean Cocteau e altri intellettuali. Dopo il successo di "Les Mariés de la Tour Eiffel" e dopo la composizione di Le bœuf sur le toit ("Il bue sul tetto"), balletto di Milhaud, questi artisti si spostarono in un locale in rue Boissy-d'Anglais, chiamato proprio "Le Bœuf sur le Toit". I musicisti seguono la strada intrapresa da Cocteau e Satie con il balletto "Parade" del 1917, un insieme di sonorità ispirate al music-hall, alla musica da circo, del varietà e del Jazz.Un ospite frequente a "Le Bœuf sur le Toit" era il giovane compositore americano Virgil Thomson le cui composizioni furono influenzate dai membri di Gruppo dei Sei negli anni successivi. 

#### Il nome

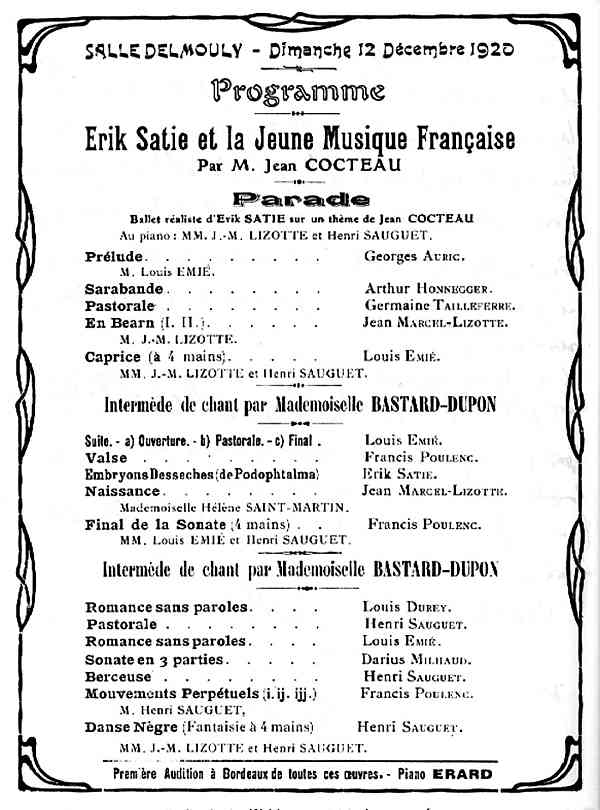
Locandina di una serata musicale offerta da "Erik Satie et la Jeune Musique Française" il 12 dicembre 1920

È al critico musicale Henri Collet, con due articoli pubblicato fra il 16 e il 20 gennaio 1920, nel giornale Comœdia, che si deve la denominazione "Les Six" ("i Sei"), dal titolo "Les cinq russes, les six français et M. Satie" ispirato dal nome del Gruppo dei Cinque, cenacolo di importanti musicisti russi che si erano imposti questo nome dopo aver preso la decisione di rifondare la musica nazionale russa.
Collet ebbe modo di ascoltare il primo concerto in assoluto dei Sei, tenutosi nella casa di Milhaud nel Natale del 1919, poco dopo il suo rientro dal Brasile. Qui erano finalmente presenti tutti e Sei i compositori che prenderanno tale nome. Tuttavia, come affermò in seguito Milhaud, 
Le loro principali composizioni in gruppo furono realmente poche. La prima raccolta, composta da un brano per ogni compositore del gruppo, è l'"Album des six", citato anche da Collet nei suoi articoli. Il secondo (e ultimo) lavoro collettivo è "Les Mariés de la Tour Eiffel", commissionato da Rolf de Maré, produttore dei Balletti svedesi, il corpo di ballo che si contendeva le scene parigine con i ben più noti Balletti russi di Sergej Djagilev.

## Composizioni
Le opere che meglio riassumono lo spirito musicale del Gruppo dei Sei non sono molte; vale la pena di citare in questo ambito le seguenti composizioni:
- "Album des six" (1920)

raccolta di musiche per pianoforte solo, unica opera alla quale parteciparono tutti e sei.
- "Les Mariés de la Tour Eiffel" (1921)

balletto composto dal gruppo Milhaud - Auric - Tailleferre - Honegger - Poulenc, da un'idea di Cocteau e coreografia di Jean Börlin per i Ballets Suédois.
- "Le Bœuf sur le Toit" (1920)

balletto ispirato a ritmi caraibici, composto da Milhaud; fu anche il nome del locale abitualmente frequentato dai Sei.
- "Les Biches" (1923)

balletto di Poulenc con coreografia di Bronislava Nijinskaja per i Ballets russes, ampiamente lodato da Cocteau come punto di riferimento per la musica moderna francese

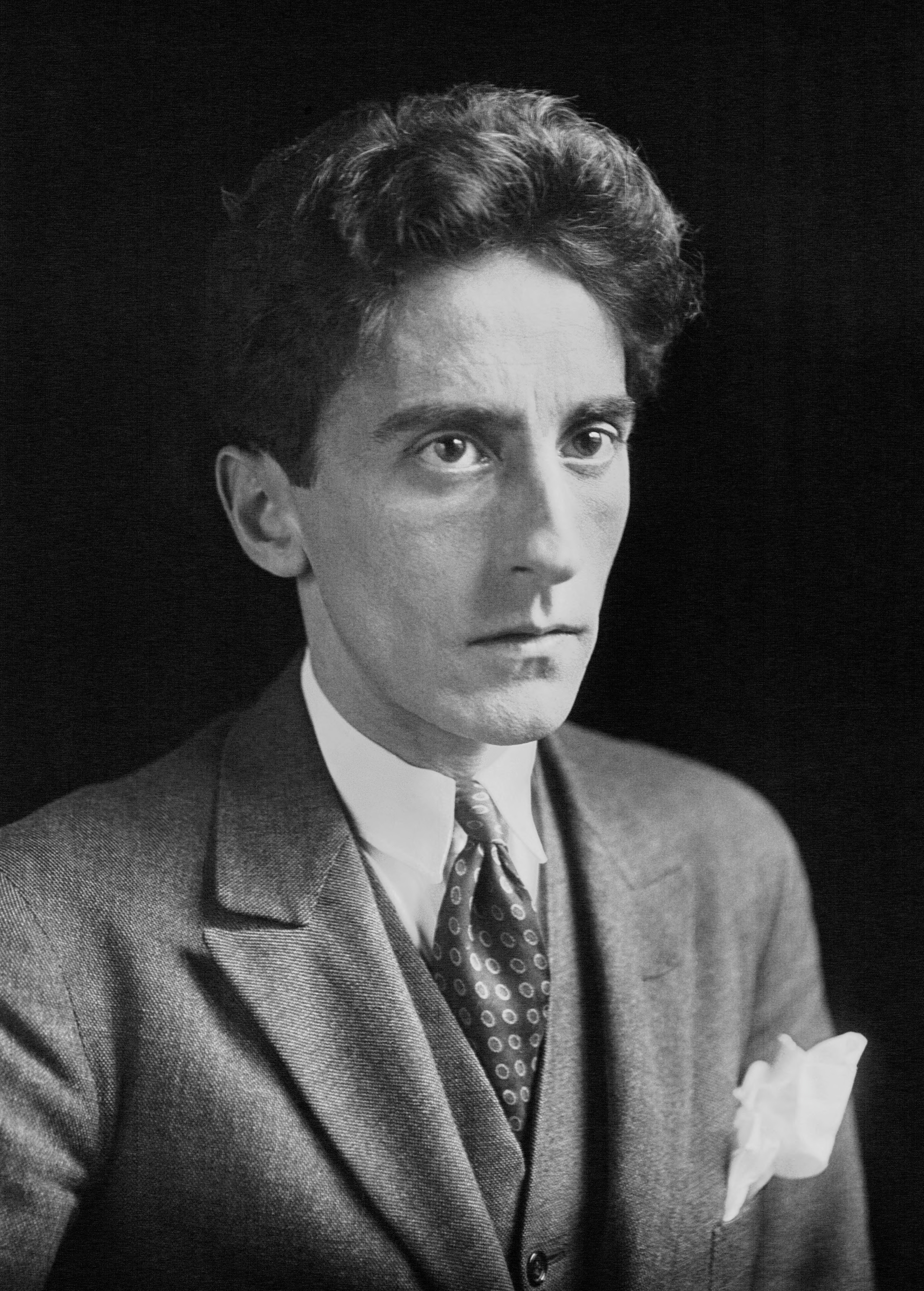
Cocteau nel 1923

Sebbene le loro reali attività di gruppo furono pochissime, i Sei restarono amici fino alla fine della vita. Il gruppo si separò attorno al 1923, poco prima della morte di Satie (1925) e ciascuno dei componenti prese strade estremamente diverse, lontana dall'ideologia di Cocteau. La voce secondo la quale Durey provocò la fine del gruppo rifiutando di partecipare ai "Les Mariés de la Tour Eiffel" non è esatta. L'opera originariamente doveva essere scritta dal solo Auric, ma per varie ragioni furono gli amici a dividersi i compiti. Durey, per la sola ragione che non era a Parigi in quel momento, non partecipò al progetto. Lo spirito del Gruppo dei Sei è tanto sopravvissuto ai suoi componenti, che vent'anni dopo la morte dell'ultimo tra loro, figli e amici continuavano ancora a frequentarsi.
Il Gruppo dei Sei può essere ammirato in un dipinto di Jacques-Émile Blanche, nel quale figura in primo piano la pianista Marcelle Meyer. Il dipinto è di proprietà del Museo delle Belle Arti di Rouen.

## Le collaborazioni
I singoli componenti del Gruppo per le loro composizioni si avvalsero dell'aiuto di grandi artisti, i quali a loro volta influenzarono non poco le musiche dei Sei. Se il balletto fu la cifra della loro ideologia, gli esponenti più importanti da questo punto di vista furono i Ballets Russes (con il loro impresario Sergej Djagilev e i coreografi Léonide Massine e Bronislava Nijinskaja) e i Ballets Suédois del produttore Rolf de Maré con il coreografo Jean Börlin.
Per quanto riguarda le scenografie e i costumi i Balletti Russi si avvalsero della collaborazione di Pablo Picasso (grande amico di Cocteau), Marie Laurencin, l'ormai famosa Coco Chanel, Georges Braque e i russi Aleksandr Benois e Léon Bakst.
Fortuna volle che all'epoca i Balletti russi e quelli svedesi fossero guidati da grandissimi direttori d'orchestra, quali Roger Désormière, Désiré-Emile Inghelbrecht e Ernest Ansermet che diressero più volte i lavori dei Sei.
Grande impulso alle loro produzioni fu dato dalla pianista Marcelle Meyer che eseguì per tutta la vita le loro nuove composizioni.